# Niyaz (album)
Albums de Niyaz
Nine Heavens
(2008)
Niyaz est le premier album du groupe éponyme.
Les chansons sont interprétées en ourdou ou en persan.
Les paroles de Nahan sont tirées du célèbre poème Dīwān-e Šams-e Tabrīzī de Djalâl ad-Dîn Rûmî tandis que celles de The Hunt d'un poème d'Obeid Zakani.
Le morceau Dilruba a été remixé par Junkie XL en 2006.

## Liste des morceaux
| No  | Titre                 | Durée |
| --- | --------------------- | ----- |
| 1.  | Ghazal                | 5:39  |
| 2.  | Nahan                 | 5:10  |
| 3.  | Allahi Allah          | 5:09  |
| 4.  | The Hunt              | 4:31  |
| 5.  | Dunya                 | 5:33  |
| 6.  | In the Shadow of Life | 4:05  |
| 7.  | Arezou                | 3:11  |
| 8.  | Golzar                | 4:59  |
| 9.  | Dilruba               | 6:47  |
| 10. | Minara                | 6:14  |